# AlSAT-2
AlSAT-2はアルジェリアの地球観測衛星。同型の衛星AlSAT-2AとAlSAT-2Bの2基からなるプロジェクトであり、うちAlSAT-2Aが2010年に打ち上げられ、AlSAT-2Bの製造がアルジェリア国内で進められている。

## 概要
アルジェリア初の人工衛星AlSAT-1（2002年打ち上げ）を引き継ぐ衛星として企画されたAlSAT-2は、重量117kgの小型衛星としては2.5mという高解像度の光学センサーを持つ地球観測衛星である。衛星のベースとなった小型衛星バスAstroSat100は、フランス国立宇宙研究センター(CNES)の主導で開発されたMYRIADEバスの海外販売版であり、2006年1月にアルジェリア宇宙庁(ASAL)がEADS アストリアムと契約した2基のAlSAT-2調達が初の海外受注獲得となった。この契約には衛星本体の開発製造に加え、地上受信局・画像解析ステーションの設置とアルジェリア側への技術移転が含まれている。
1基目のAlSAT-2AはインドのロケットPSLV-CAに搭載され、2010年7月12日にインド宇宙研究機関(ISRO)の地球観測衛星CARTOSAT-2Bおよび他の3基の小型衛星と共にサティシュ・ダワン宇宙センターより打ち上げられた。この軌道投入成功によってAlSAT-2Aはアルジェリアが保有した2番目の人工衛星となった。AlSAT-2が撮影した画像データはアルジェリア北西部のアルズー地上局で受信された後、地図作成、資源開発、農業計画と水資源管理、蝗害・森林火災・砂嵐などの災害対策に広く活用される。また衛星の管制にはアルジェリア東部のワルグラに設置された地上局も使用される。
アルジェリアは2020年までの国家宇宙計画の一環として人工衛星製造技術の習得を目指しており、AlSAT-2AがEADSアストリウムによってフランスのトゥールーズ宇宙センターで製造されたのに対し、その姉妹機であるAlSAT-2BはAlSAT-2Aの組み立てを通じて技術トレーニングを受けたアルジェリア人技術者チームが中心となって、アルジェリア国内で製造される。2012年2月にはアブデルアジズ・ブーテフリカ大統領臨席のもと、オラン近郊のBir El Djirに衛星開発センター(Centre de Développement des Satellites:CDS)が開設された。AlSAT-2Bの組み立てとテストは同センターにおいて行われ、2014年の打ち上げを目標として作業が進められている。

## 観測機器
- マルチバンドイメージャ NAOMI (New AstroSat Optical Modular Instrument)

可視光3色（青/緑/赤）と近赤外線の4波長で観測を行うマルチバンドイメージャ。4バンドのラインそれぞれが1,750ピクセルを持つプッシュブルーム方式で、AlSAT-2の軌道高度においてはパンクロマティックで2.5m、マルチスペクトルで10mの解像度と、衛星の鉛直直下で17.5kmの観測幅が得られる。集光部は口径20cmのコルシュ式反射望遠鏡で、その光学系と鏡筒の素材には軽量かつ熱膨張の少ない炭化ケイ素が使われている。開発元はEADSアストリウムで装置重量は18.5kg。同型の光学センサーはその後チリのSSOTやベトナムのVNREDSat-1Aにも搭載された。